# Хало, хало
Хало, хало је поп песма која је представљала Југославију на Песми Евровизије 1982. у Херогату. Песму су извеле чланице српске поп групе Аска — Снежана Мишковић, Снежана Стаменковић и Изолда Баруџија. Био је то тек други пут да је ТВ Београд делегирао југословенског представника на том фестивалу. Музику за песму је компоновао Сања Илић, текст је написао Миро Зец, док је оркестром током уживо извођења дириговао маестро Звонимир Скерл. 
Национално финале је те године одржано 12. марта у студију ТВ Љубљана, а Аске су победиле са свега три бода предности испред другопалсиране Маје Оџаклијевске која је представљала ТВ Скопље. 
У финалу Песме Евровизије које је одржано 24. априла, југословенска песма је изведена као 14. по реду, а након гласања свих 18 националних жирија заузели су 14. место са свега 21 освојеним бодом. Занимљиво је да је песми Хало, хало жири из Шведске доделио максималних 12 поена. 